# Raconda russeliana
Raconda russeliana är en fiskart som beskrevs av Gray, 1831. Raconda russeliana ingår i släktet Raconda och familjen sillfiskar. IUCN kategoriserar arten globalt som livskraftig. Inga underarter finns listade i Catalogue of Life.